# Guanare
Guanare ist die Hauptstadt des Bundesstaates Portuguesa im Nordwesten Venezuelas. Sie bildet einen gleichnamigen Bezirk (Municipio), der im Jahr 2001 157.400 Einwohner hatte. Heute hat die Stadt mehr als 235.000 Einwohner.
Guanare liegt am Rand der südwestlichen Steppenebene (Llanos), unweit der beginnenden Andenhänge. Eine Straße verbindet sie mit den Nachbarstädten San Carlos im Nordosten, Barquisimeto jenseits des Gebirges im Norden und mit Barinas im Südwesten.
Die Stadt lebt von der Landwirtschaft und ist ein Standort der landwirtschaftlichen Universität UNELLEZ. Daneben gibt es weitere Universitäten.
Das Mehrzweckstadion Coliseo Carl Herrera Allen fasst ungefähr 7500 Zuschauer.

## Töchter und Söhne der Stadt
- Rommel Rodriguez, Musiker
- Eduardo Arocha, Musiker
- Chente y Ruben Bonilla, Musiker
- Ivian Sarcos (* 1989), Miss World 2011